# Stare Bielice, West Pomeranian Voivodeship
Nhìn chằm chằm Bielice [ˈstarɛ bjɛˈlit͡sɛ] (tiếng Đức: Alt Belz) là một ngôi làng thuộc khu hành chính của Gmina Biesiekierz, thuộc quận Koszalin, West Pomeranian Voivodeship, ở phía tây bắc Ba Lan. Nó nằm khoảng 7 kilômét (4 mi) về phía đông bắc Biesiekierz, 5 km (3 mi) phía tây Koszalin, và 132 km (82 mi) về phía đông bắc của thủ đô khu vực Szczecin.
Trước năm 1945, khu vực này là một phần của Đức. Đối với lịch sử của khu vực, xem Lịch sử của Pomerania.
Ngôi làng có dân số 1.000 người.

## Cư dân đáng chú ý
- Günther Maleuda (1931-2012), chính trị gia người Đức